# Przecław Potulicki
Przecław Potulicki herbu Grzymała (ur. w Więcborku, zm. 1485) – kasztelan rogoziński (1462–1445), właściciel wielu włości głównie w powiecie nakielskim oraz w innych rejonach Wielkopolski, m.in. Kazimierowa na wschód od Gniezna, Brudzewa, Bolemowa i Lipie w pow. kaliskim.